# Uladzislau Gančarou
Uladzislau Alegavič Gančarou (bělorusky: Уладзіслаў Алегавіч Ганчароў; * 2. prosince 1995 Vitebsk) je běloruský skokan na trampolíně. Má zlatou medaili z olympijských her v Riu roku 2016. Na olympiádě se soutěží jen v individuální disciplíně, ve které je Gančarou rovněž dvojnásobným mistrem Evropy (2014, 2016). Krom toho si však připsal i úspěchy v synchronizovaném skákání: dva tituly mistra světa (2017, 2018) a dva tituly mistra Evropy (2016, 2018). Má též týmová zlata, z MS (2019) i ME (2018).